# Memoriał Kamili Skolimowskiej 2017
LOTTO 8. Warszawski Memoriał Kamili Skolimowskiej – mityng lekkoatletyczny, który odbył się 15 sierpnia 2017 roku na Stadionie Narodowym w Warszawie.
Specjalnie na zawody stadion, który na co dzień nie jest przystosowany do potrzeb lekkoatletyki, został wyposażony w ponad 100 metrową bieżnię, skocznie do skoku o tyczce oraz skoku wzwyż, koło do pchnięcia kulą oraz urządzenia do rzutów młotem i dyskiem.
Organizatorem zawodów była Fundacja Kamili Skolimowskiej. Na trybunach zasiadło ok. 35 000 widzów.

## Rezultaty

### Mężczyźni
| Konkurencja:               | 1. miejsce         | Rezultat  | 2. miejsce          | Rezultat | 3. miejsce          | Rezultat |
| Bieg na 100 m              | Yuniel Pérez       | 10,34     | Ryan Shields        | 10,46    | Gavin Smellie       | 10,46    |
| Bieg na 110 m przez płotki | Devon Allen        | 13,20     | Jarret Eaton        | 13,64    | Petr Svoboda        | 13,69    |
| Skok wzwyż                 | Sylwester Bednarek | 2,24      | Andrij Procenko     | 2,24     | Joel Castro         | 2,24     |
| Skok o tyczce              | Renaud Lavillenie  | 5,91 SB   | Valentin Lavillenie | 5,61     | Paweł Wojciechowski | 5,51     |
| Pchnięcie kulą             | Tomáš Staněk       | 22,01 =NR | Ryan Crouser        | 21,68    | Michał Haratyk      | 20,92    |
| Rzut dyskiem               | Robert Harting     | 66,05     | Piotr Małachowski   | 65,48    | Gerd Kanter         | 64,56    |
| Rzut młotem                | Paweł Fajdek       | 81,50     | Wojciech Nowicki    | 77,13    | Marcel Lomnický     | 75,03    |

### Kobiety
| Konkurencja:               | 1. miejsce         | Rezultat | 2. miejsce       | Rezultat | 3. miejsce                | Rezultat |
| Bieg na 100 m              | Rosângela Santos   | 11,22    | Natasha Morrison | 11,30    | Schillonie Calvert-Powell | 11,35    |
| Bieg na 100 m przez płotki | Sharika Nelvis     | 12,65    | Alina Tałaj      | 12,90    | Karolina Kołeczek         | 13,26    |
| Skok wzwyż                 | Marija Łasickienie | 1,95     | Kamila Lićwinko  | 1,92     | Michaela Hrubá            | 1,88     |
| Pchnięcie kulą             | Alona Dubicka      | 17,90    | Paulina Guba     | 17,46    | Klaudia Kardasz           | 16,81    |
| Rzut młotem                | Anita Włodarczyk   | 79,80    | Malwina Kopron   | 75,40 PB | Joanna Fiodorow           | 73,09    |